# Misztrál 10
A Misztrál együttes Misztrál 10 című lemeze 2008-ban jelent meg.
A lemezen az együttes 10 éves születésnapi koncertjén rögzített felvétel hallható, mely 2007. október 19-én a MOM Művelődési Központban tartatott.

## Számok
CD I.
1. József Attila: Harmatocska (3:53)
2. Kassák Lajos: Dal egy szép lányról (4:38)
3. Zilahy Krisztián: Ébredés (3:03)
4. Ch. Baudelaire: Egy pogány imája (5:45)
5. Puszta Sándor: Cinkenyom (2:50)
6. József Attila: Csend (3:39)
7. Dsida Jenő: Jámbor beszéd magamról (3:46)
8. Mécs László: A királyfi három bánata (4:23)
9. Nagy László: Varjúkoszorú (2:24)
10. Balassi Bálint: Egy katonaének (5:08)
11. Sipos Gyula: Egy orosz katonáról (5:43)

CD II.
1. Dsida Jenő: Chanson az őrangyalhoz (3:52)
2. Dsida Jenő: Arany és kék szavakkal (3:12)
3. Radnóti Miklós: Változó táj (3:07)
4. Dsida Jenő: Esti hallucinációk (3:47)
5. Dsida Jenő: Kéne valaki (2:44)
6. Ady Endre: Párisban járt az ősz (4:38)
7. Reményik Sándor: Templomok (3:16)
8. Dsida Jenő: Összetartás, szeretet (4:00)
9. Szabó Lőrinc: Esik a hó (4:17)
10. Dsida Jenő: Robinson (4:13)
11. Két szál pünkösdrózsa (népdal-átdolgozás) (2:56)
12. Kecskés (népdal-átdolgozás) (3:49)
13. Szabó Lőrinc: Kicsi vagyok én (4:20)
14. Indulj el egy úton (népdal-átdolgozás) (2:38)